# Mala Dvorjanka
Mala Dvorjanka  (ucraniano: Мала Дворянка) es una localidad del Raión de Berezivka en el Óblast de Odesa de Ucrania. Según el censo de 2001, tiene una población de 3 habitantes.